# Вулкани на Хаваи (национален парк)
Националният парк „Вулкани на Хаваите“ се намира в щата Хаваи, Съединени американски щати.
Обявен е за национален парк през 1916 година. През 1980 година е обявен за биосферен резерват, а през 1987 година влиза в Списъка на световното културно и природно наследство на ЮНЕСКО.
Паркът е на площ от 1348 квадратни километра и включва различна природна среда с надморска височина от 0 до 4169 m. Може да се види резултатът от стотици хиляди години вулканична дейност, която формира и самите острови и екологичната система. Там се намират и едни от най-активните вулкани в света.